# Spooky
Spooky is een Britse danceact die actief is geweest op het gebied van progressive house en daarin als pioniers worden gezien. De groep bestaat uit Charlie May en Duncan Forbes. De groep was tussen 1992 en 1997 en vervolgens tussen 2002 en 2011 actief. Charlie May speelde een belangrijke rol bij producties voor Sasha.

## Progressive house pioniers
De groep werd in 1992 opgericht na een ontmoeting van Charlie May en Duncan Forbes. Dat jaar nog brachten ze de singles Land of Oz en Don't panic uit op het Guerilla Records. Begin 1993 verscheen het album Gargantuan. Het album paste bij de opkomende progressive house van die jaren. Het melodieuze album groeide uit tot een invloedrijke sleutelplaat in de ontwikkeling van het genre. Ook de singles Schmoo en Little bullet deden het goed. Die laatste stond in 1994 op de eerste mixcompilatie van Sasha en John Digweed. Het duo nam ook de losse single Persuasion op met zangeres Billie Ray Martin. Ook een remix van het nummer Schudelfloss (1992), van het onbekende danceproject Dr. Atomic, haalde de Britse dancelijsten. Op het nummer zijn samples te horen uit 2001: A Space Odyssey, Twin Peaks en Batman.

## Experimentele elektronica
In het midden van de jaren negentig schoof de groep meer op richting experimentelere elektronica. Dat deden ze al behoorlijk voorzichtig op de Stereo EP, maar werd verder doorgezet op de Clank EP en de Shunt EP. Daarbij werd gekozen voor een ontoegankelijk industrieel geluid. Daarmee sloten ze aan bij de Intelligent Dance Music. Het nieuwe geluid van Spooky werd uitgewerkt op het album Found sound (1996). Op het album staat de track Hypo - Allergenic, waarop ze samenwerken met de Cocteau Twins. Voor de releases hadden ze het label Generic opgericht, omdat Guerilla Records inmiddels failliet was gegaan. Met Found Sound werd een korte film van vijfentwintig minuten geproduceerd door Grant Gee. Deze werd uitgeroepen als film van het jaar door MTV Europe. De film werd uitgezonden in continue buiten het Centre Georges Pompidou in Parijs in het kader van haar heropening. Het album verkoopt echter maar matig.

## Uiteenvallen
In 1997 viel Spooky geruisloos uiteen. Charlie May was actief voor andere projecten. Zo maakte hij de muziek voor de videogame Wipeout 3. Daarna werd hij in dienst genomen door de Britse dj Sasha. In 1999 maakten ze samen een remake van het nummer XPander, een nooit eerder uitgebrachte track van Spooky. Deze werd onder de naam van Sasha uitgebracht en werd een behoorlijke hit. Een jaar later was May ook betrokken bij de hit Scorchio, die samen met Darren Emerson werd gemaakt. Daarna werkte hij samen met Junkie XL als ondersteunende producers voor Airdrawndagger, het debuutalbum van Sasha. Duncan Forbes werkte in deze jaren veel samen met producer Laurant Webb. Ze brachten onder verschillende namen muziek uit. Als breakbeatact Animated brachten ze in 2000 het album Tempting fate uit.

## Comeback
In 2002 kwam het duo weer bij elkaar op de draad opnieuw op te pakken. Op de single Belong (2002) keerden ze weer deels terug naar het progressive geluid. Al werden er ditmaal meer bruggen geslagen met popmuziek en is het tempo lager. Die lijn werd voortgezet met singles als Adromeda (2003) en Strange addiction (2005). In 2007 verscheen er na 11 jaar weer een nieuw album. Open is een dubbelalbum met daarop een kant met de rustige progressive songs en een kant met ambientremixes van diezelfde nummers. Ook met Sasha bleef men samenwerken. Met Barry Jamieson als vierde man werd de single Coma gemaakt. Dit viertal maakt in 2005 ook een remix van het nummer Precious van Depeche Mode. In 2009 lieten Charlie en Duncan nogmaals van zich horen met de Nebula EP. In 2011 werden via MP3 de nummers Polymorph en Deep space uitgebracht. Daarna werd het weer rustig rondom Spooky.
Charlie May maakt in de jaren daarna wat tracks die via internet worden uitgebracht. In 2019 verschijnt het album Short Back And Sides dat enkel via internet te downloaden is. Het bevat flarden ambient house. Veel aandacht krijgt hij er niet mee. In 2020 maakt Forbes van met Lol Hammond het shoegaze-album Sorry Kids We Left You A Black Sun. Daarop werken ze samen met zangeres Eva Abraham.
In 2020 werkt het duo weer samen als Spooky en maken ze Bells Of Fury. Deze ep bevat drie lang uitgesponnen downtempo nummers.

## Discografie

### Albums
- Gargantuan (1993)
- Found sound (1996)
- Open (2007)

### Singles/ep's
- Don't panic (1992)
- Land of Oz (1992)
- Schmoo (1993)
- Little Bullet (1993)
- Persuasion (1993)
- Stereo EP (1995)
- Clank EP (1995)
- Shunt EP (1996)
- Bamboo (1996)
- Fingerbobs (1996)
- Belong (2002)
- Adromeda (2003)
- Strange addiction (2005)
- No return (2006)
- New light (2007)
- Shelter (2007)
- Stereophonic (2008)
- Candy (2008)
- The Nebula EP (2009)
- Polymorph (2011)
- Deep space (2011)
- Bells Of Fury (2020)